# Igreja Nova (Barcelos)
Igreja Nova is een plaats (freguesia) in de Portugese gemeente Barcelos en telt 445 inwoners (2001).

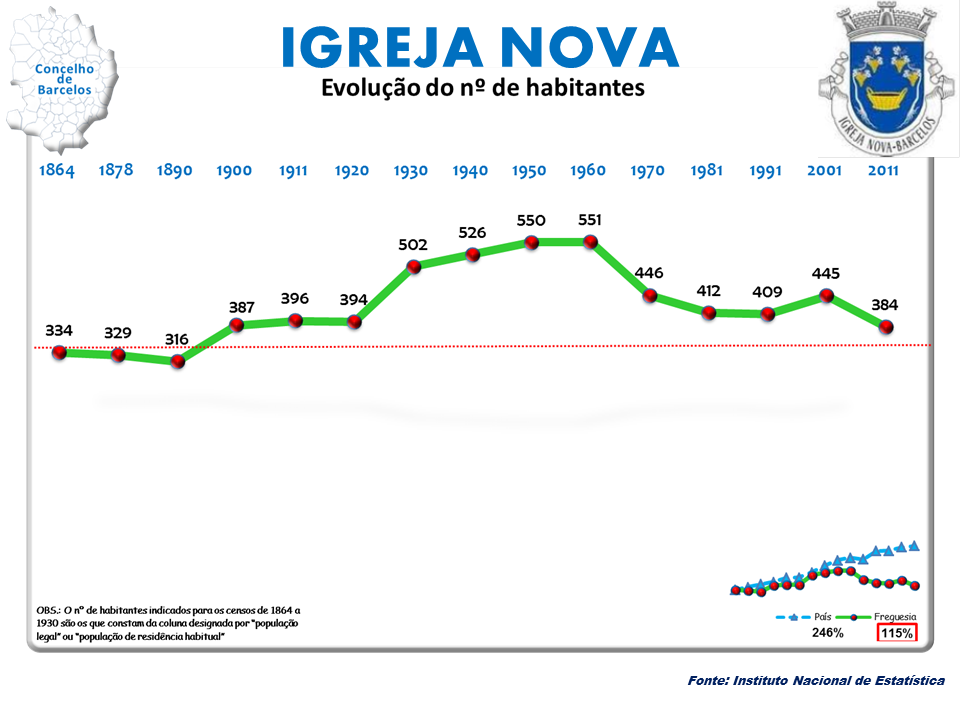
Bevolkingsontwikkeling tussen 1864 en 2011